# Pseudoblennius zonostigma
Pseudoblennius zonostigma is een straalvinnige vissensoort uit de familie van donderpadden (Cottidae). De wetenschappelijke naam van de soort is voor het eerst geldig gepubliceerd in 1904 door Jordan & Starks.